# Musée Volvo
Le musée Volvo (en suédois : Volvomuseum) est un musée à Göteborg (Suède). Il retrace l'histoire du principal constructeur automobile suédois, Volvo.
Situé sur l'île d'Hisingen, ce musée narre le développement de la marque, de la première voiture du constructeur, la ÖV4 jusqu'aux dernières productions, en passant par les différentes aventures de la marque dans l'univers de la marine, de la construction ou des camions.

## Galerie

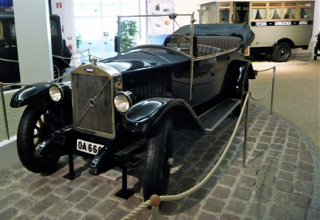
Volvo ÖV4
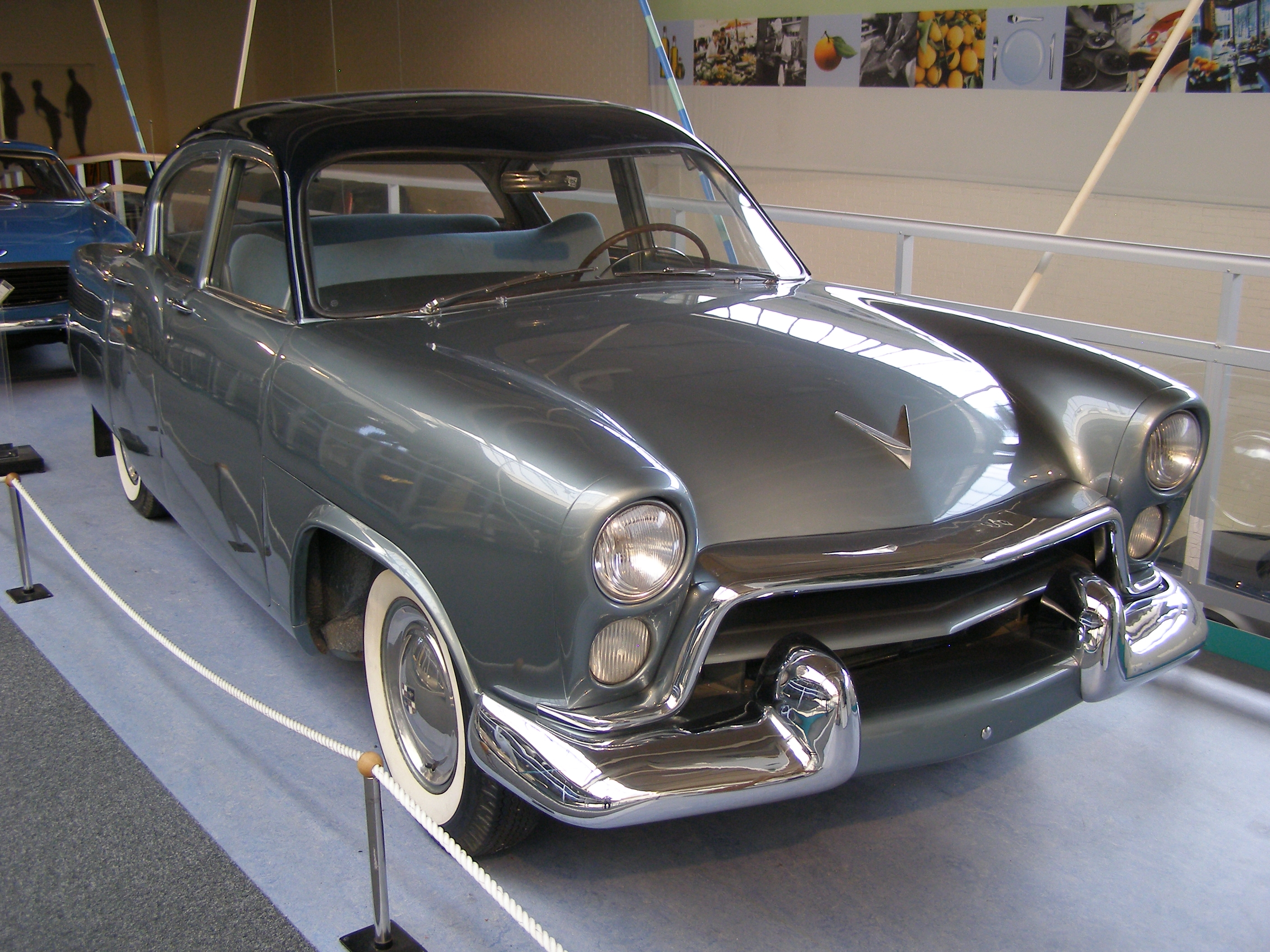
Volvo Philip (en)
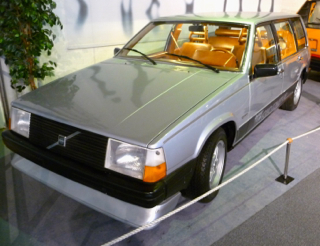
Volvo VCC
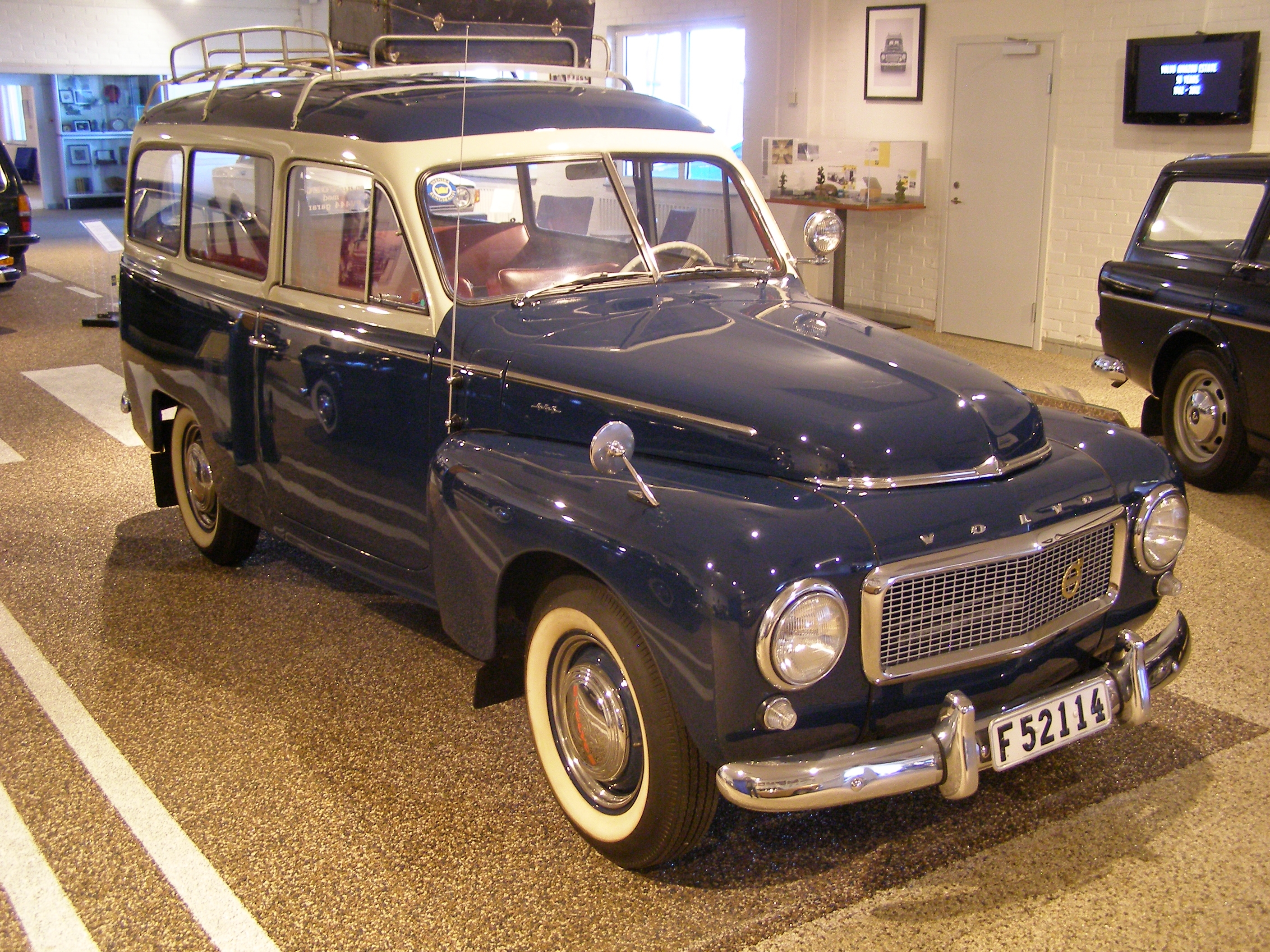
Volvo Duett
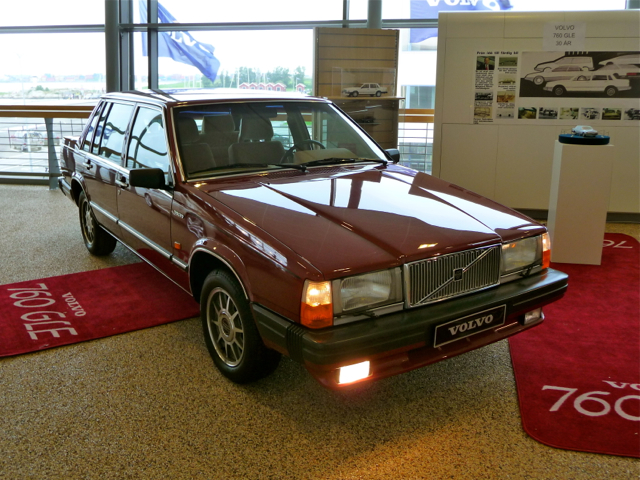
Volvo 760
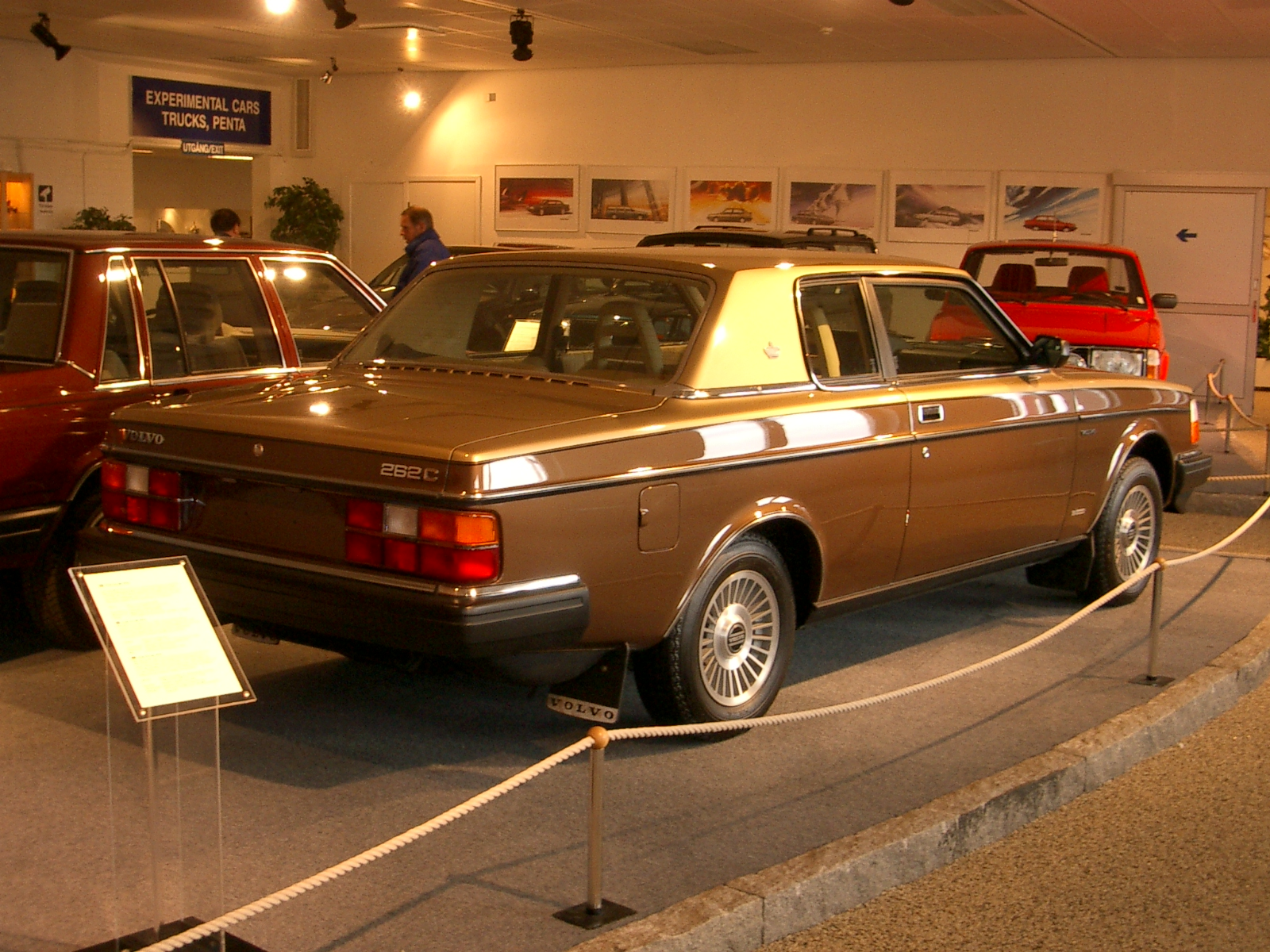
Volvo 262C
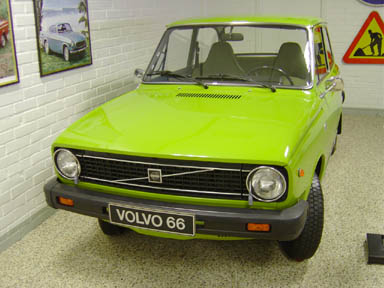
Volvo 66
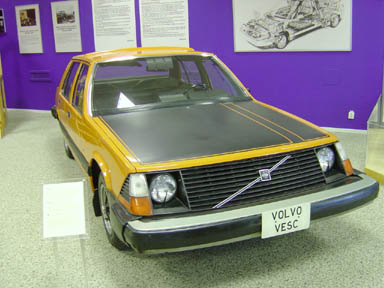
Volvo VESC (en)
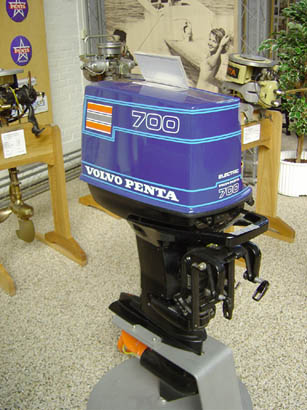
Volvo Penta
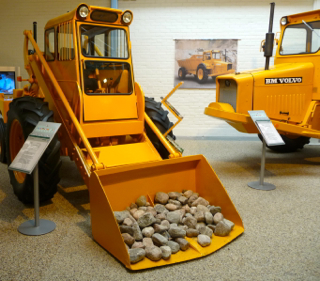
Tractopelle Volvo BM
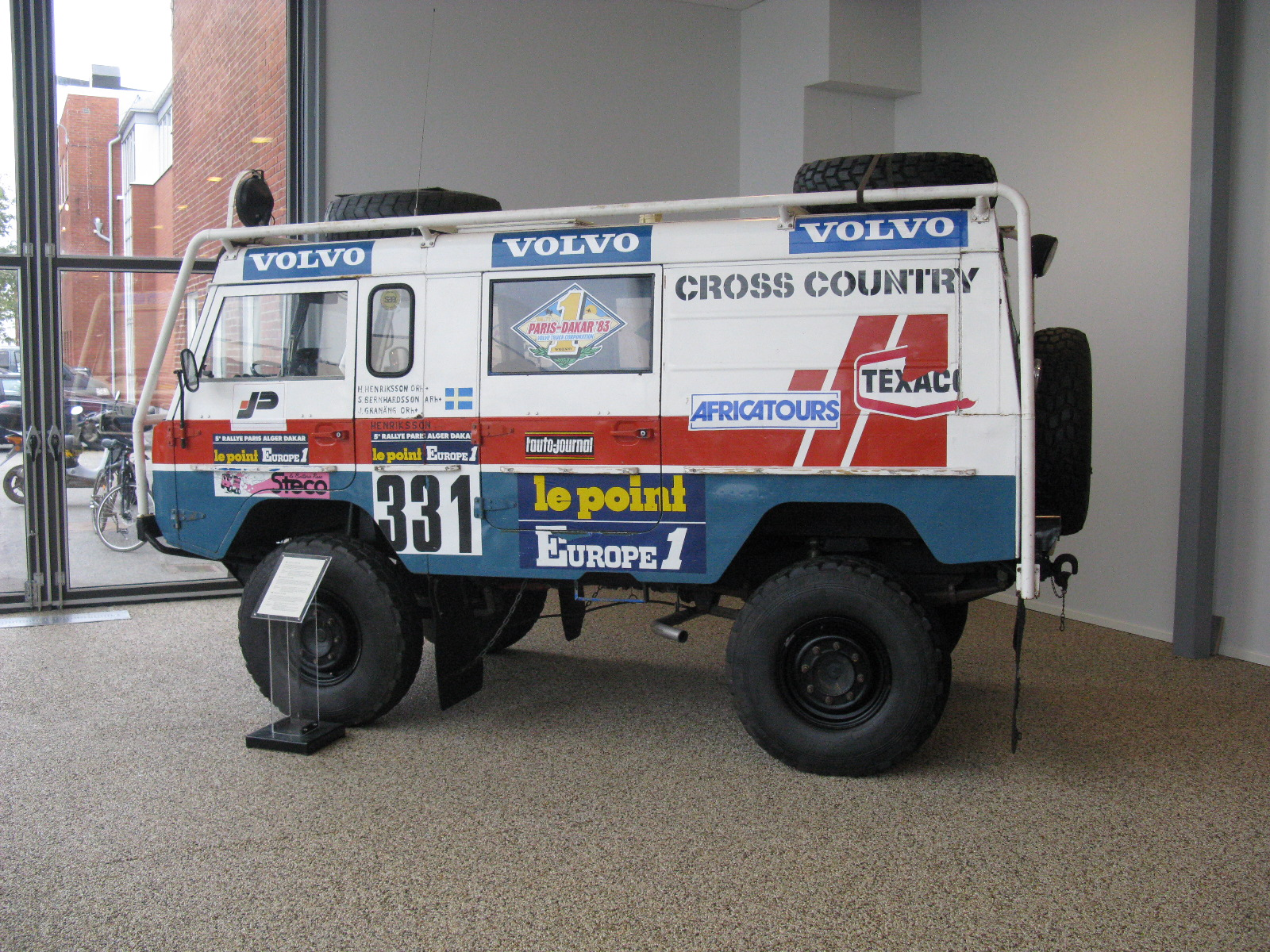
Volvo C303 (en) participant au Rallye Dakar 1983